# Турянський Василь Михайлович

Васи́ль Миха́йлович Туря́нський — офіцер Збройних сил України, майор з 1995 року, учасник російсько-української війни; відзначився у ході російського вторгнення в Україну 2022 року.

## Нагороди
- Орден «За мужність» III ступеня (квітень 2022) — за особисту мужність і самовіддані дії, виявлені у захисті державного суверенітету та територіальної цілісності України, вірність військовій присязі[1];
- орден Богдана Хмельницького ІІІ ступеня (листопад 2022) — за особисту мужність і самовіддані дії, виявлені у захисті державного суверенітету та територіальної цілісності України, вірність військовій присязі[2].
- медаль «За поранення» (червень 2022) — нагороджуються військовослужбовці Збройних сил України, які отримали поранення під час захисту державного суверенітету і територіальної цілісності України.